# Styringomyia celebesensis
Styringomyia celebesensis är en tvåvingeart som beskrevs av Alexander 1935. Styringomyia celebesensis ingår i släktet Styringomyia och familjen småharkrankar. Inga underarter finns listade i Catalogue of Life.